# Father of All Bombs
Aviation Thermobaric Bomb of Increased Power (ATBIP; russisk: Авиационная вакуумная бомба повышенной мощности, АВБПМ), øgenavn "Father of All Bombs" (FOAB; russisk: "Папа всех бомб", Пвб), er et russisk-designet termobarisk våben.
"FOAB" blev testet første gang om aftenen den 11. september 2007. Det nye våben erstattede adskillige mindre atombomber i det russiske arsenal.